# Новосаратовка (Азербайджан)
Новосаратовка (азерб. Novosaratovka; также Фындыглы, азерб. Fındıqlı) — деревня в Кедабекском районе Азербайджана. Центр Новосаратовского сельского муниципалитета.

## История
Основана в 1850 году жителями деревни Саратовка, располагавшейся в Тифлисской губернии, которые в свою очередь были переселены в 1844 году из Батаевки Царёвского уезда Саратовской губернии. Здесь поселились 12 сосланных молоканских семей. Первое их поселение находилось на Воронцовском бугре, расположенном между нынешней Саратовкой и Башкентом. И лишь несколько лет спустя люди спустились в долину, где и была основана Саратовка.
По данным Кавказского календаря за 1910 год, в селении Новосаратовка проживали русские числом 1805 человек.
В 1865 году в Новосаратовке побывал известный русский художник В. В. Верещагин.

## Известные уроженцы
- Николай Богданов

## Галерея

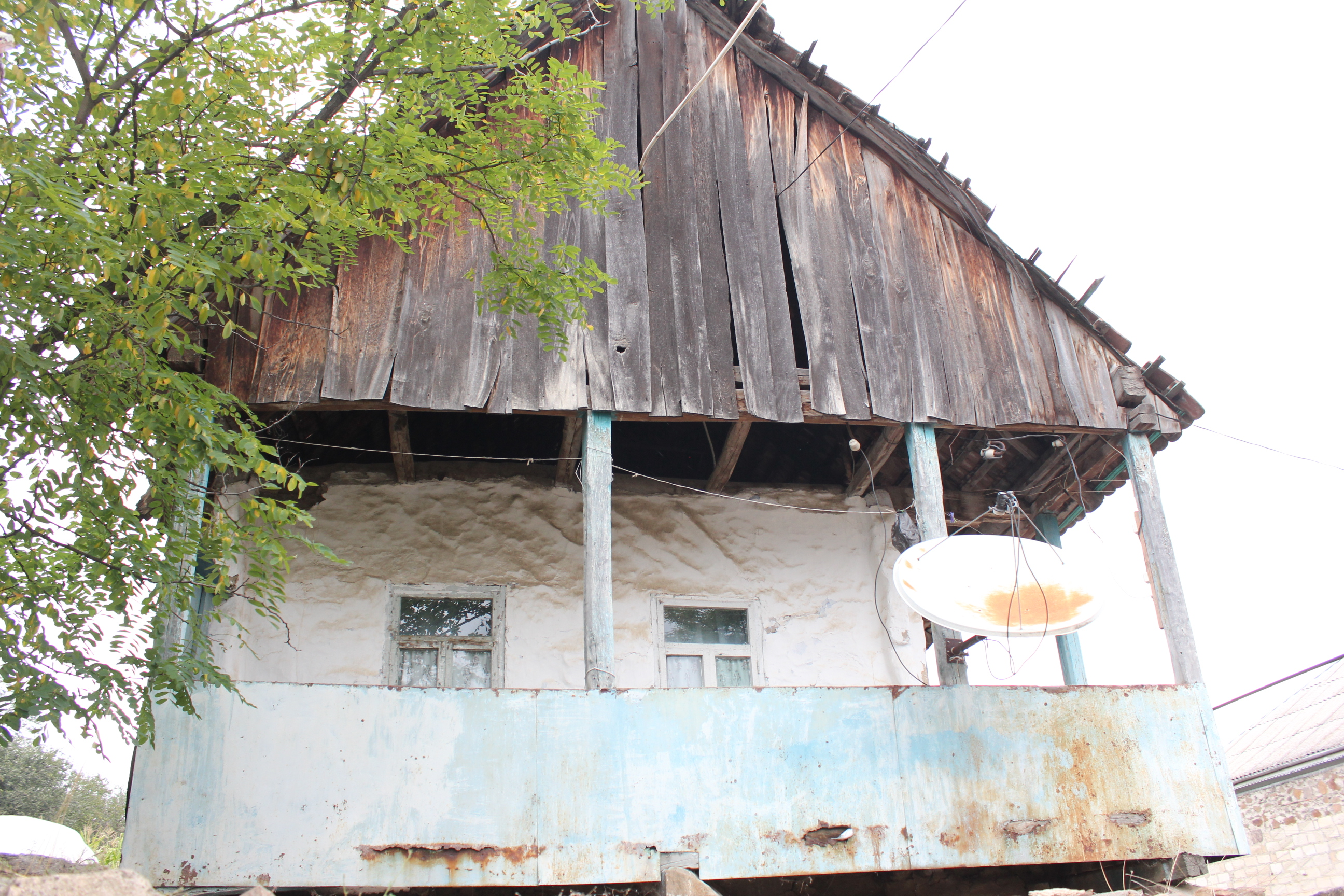
Сельский дом
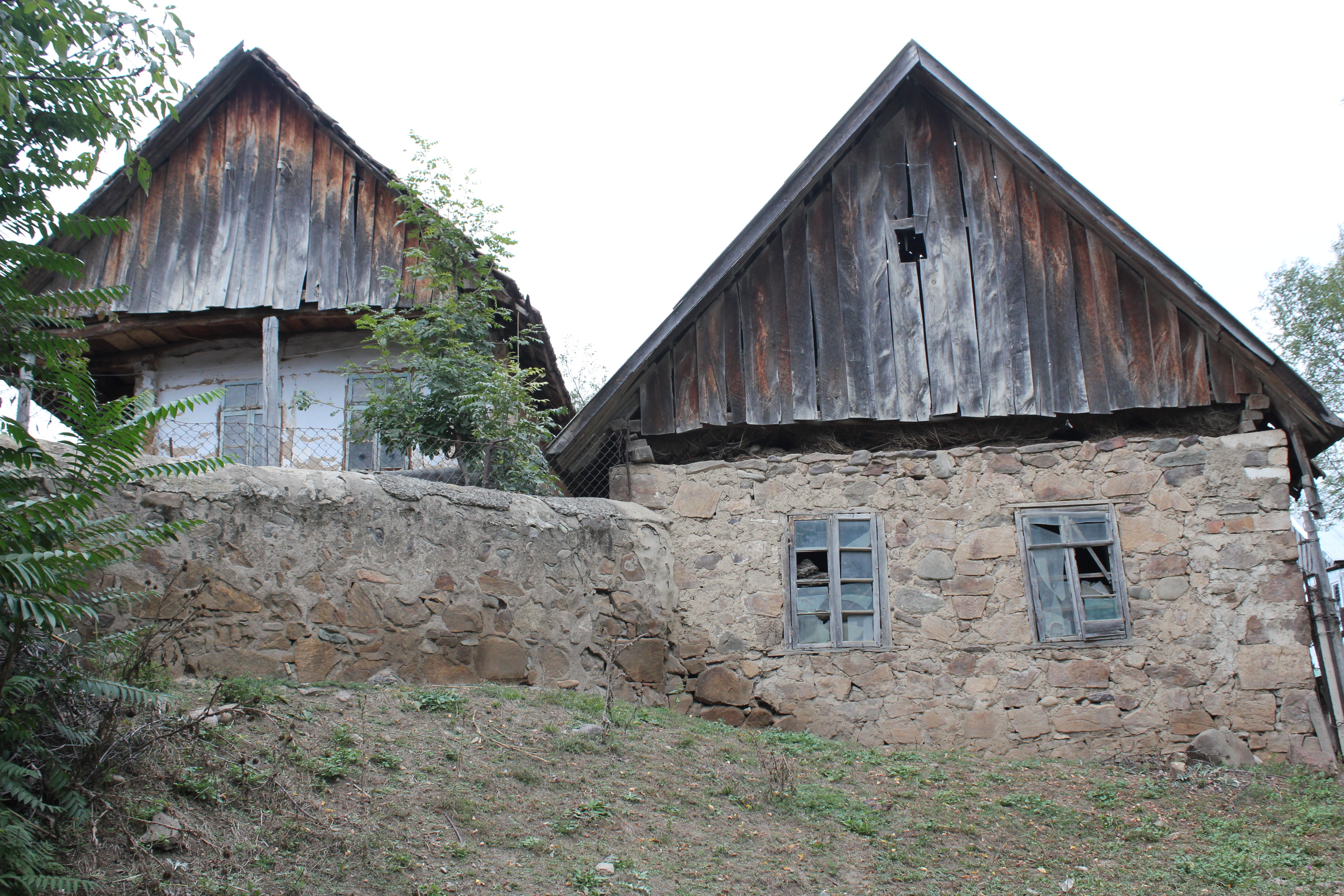
Молоканский дом
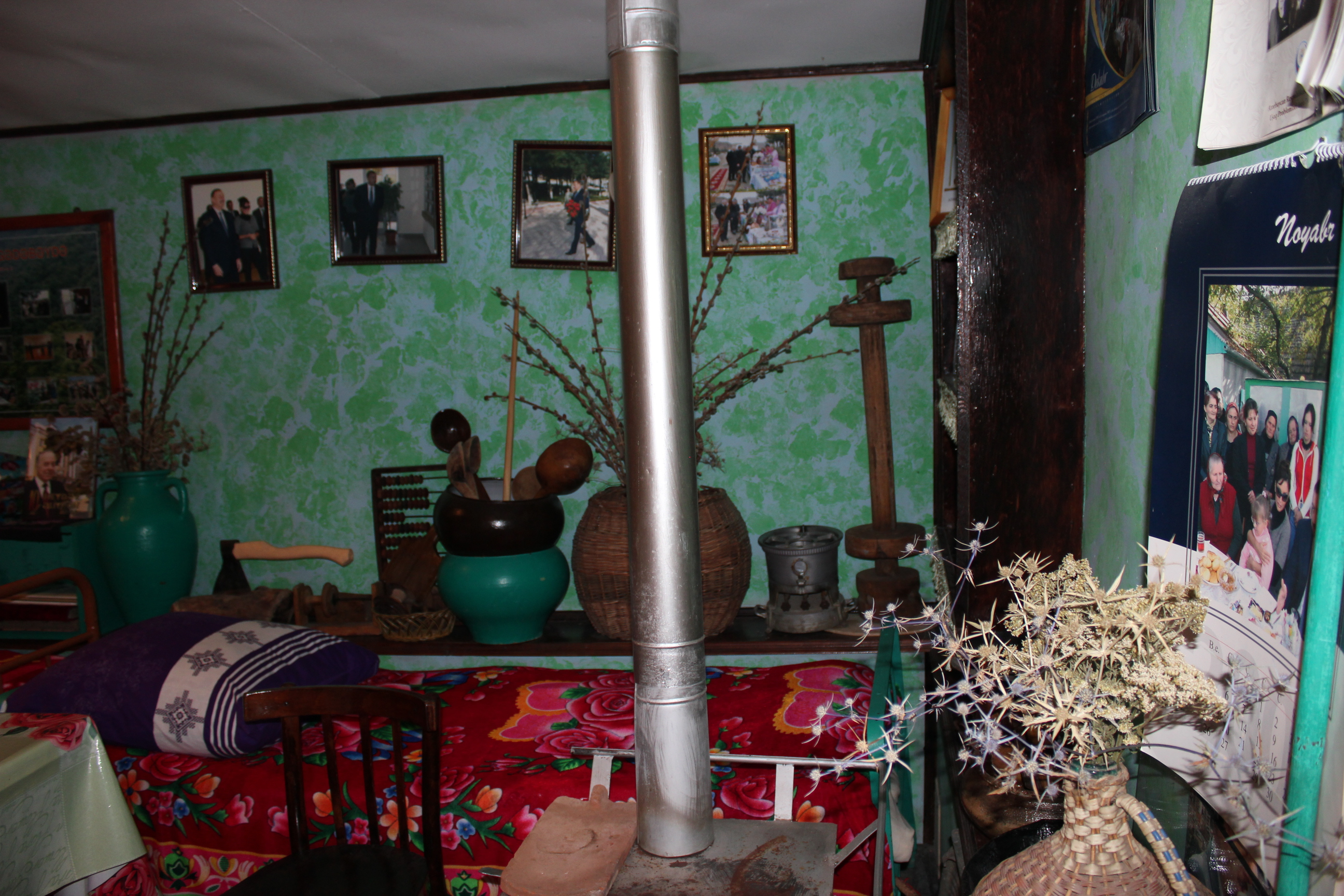
Дом Музей Николая Богданова